# Björn Hamilton
Björn Axel Åke Malcolm Hamilton, född 28 mars 1945 i Gamlestads församling i Göteborg, är en svensk politiker (moderat). Han var ordinarie riksdagsledamot 2002–2010, invald för Stockholms läns valkrets, och ordförande i EU-nämnden 2006–2007.

## Biografi
Björn Hamilton är sonson till sjukgymnasten Axel Hamilton.
Han blev civilingenjör vid Lunds tekniska högskola 1970 och avlade 1973 en master of science-examen vid Berkley. Därefter arbetade han bland annat som konsult vid Kjessler & Mannerstråle och Scandiaconsult. Mellan 1984 och 1992 var han utvecklings- och affärsområdeschef vid Statens Järnvägar (SJ).
Mellan 1992 och 2002 var han kommunstyrelsens ordförande och kommunalråd i Danderyds kommun.
Hamilton kandiderade i riksdagsvalet 2002 för Moderaterna i Stockholms läns valkrets och blev ersättare. Han utsågs till ny ordinarie riksdagsledamot från och med 7 november 2002 sedan Chris Heister avsagt sig sitt uppdrag. Hamilton var därefter ordinarie riksdagsledamot under perioden 2002–2010.
Han var ledamot av trafikutskottet 2003–2006 och utrikesutskottet 2006–2007, ledamot av EU-nämnden sedan 2006–2010 och näringsutskottet 2007–2010. Han var under några månader 2006–2007 ordförande i EU-nämnden sedan företrädaren Göran Lennmarker blivit ordförande i utrikesutskottet. Han var även ledamot av riksdagens valberedning och suppleant i trafikutskottet, utrikesutskottet, bostadsutskottet, skatteutskottet, socialförsäkringsutskottet och socialutskottet.  
Hamilton var mellan 1994 och 2002 ledamot av Stockholms läns landsting. Han är (2014) ordförande i kommunfullmäktige i Danderyds kommun.     
Hamilton, som är greve, har även varit ledamot av Riddarhusdirektionen. Han är före detta kapten i Wendes artilleriregementes reserv. Han är gift och har tre barn.